# Boven Wotter
Boven Wotter (Boven Water) is een Groningse dramaserie. Van woensdag 14 november 2007 t/m januari 2009 was de serie te zien op RTV Noord. 
Boven Wotter gaat over de botsing tussen stad en platteland. Het verhaal speelt zich af in de fictieve plaats Elwerd, nabij het Blauwestad-project.
De serie bestaat uit twee seizoenen van elk twaalf afleveringen. In 2009 en 2010 was deze te zien op Nederland 2, uitgezonden door KRO en NCRV.

## Productie
Na het succes van de regiosoaps uit Friesland (Baas Boppe Baas en Dankert en Dankert), Twente (Van Jonge Leu en Oale Groond) en Limburg (De Hemelpaort) heeft RTV Noord besloten tot het maken van een Groningse serie.
Voor de productie is samenwerking gezocht met IdtV. In het voorjaar van 2007 waren de voorbereidingen te zien op de zender. Deze zijn op internet nog steeds te bekijken.
De opnamen vonden plaats in mei/juni 2007.
De serie is geschreven door Jan Veldman, geregisseerd door Harm-Ydo Hilberdink met camerawerk van Martijn Pot.
De begintune is geschreven door Renger Koning en ingezongen door Albert Secuur en Miranda Bolhuis (de hoofdrolspelers). De eindtune is gezongen door Christiaan Hof.

## Cast
| Acteur            | Personage             | Opmerkingen                             |
| ----------------- | --------------------- | --------------------------------------- |
| Albert Secuur     | Derk Paradijs         | jonge boer, circa 40 jaar               |
| Miranda Bolhuis   | Wini Zeeweg-Oosterman | ex van Derk                             |
| Rombert Feenstra  | Freek Paradijs        | zoon van Derk en Wini, bijna 16 jaar    |
| Daniëlle Veldkamp | Stella Paradijs       | dochter van Derk en Wini, circa 14 jaar |
| Hero Muller       | Sicco Oosterman       | vader van Wini                          |
| Roemer Daalderop  | Janwillem Zeeweg      | nieuwe man van Wini                     |
| Sarah Schierbeek  | Elodie Zeeweg         | dochter van Janwillem, circa 14 jaar    |
| Anna Huizing      | Charlotte Zeeweg      | tweelingzus van Elodie                  |

### Bijrollen
| Acteur                   | Personage        | Opmerkingen                      |
| ------------------------ | ---------------- | -------------------------------- |
| Roger Goudsmit           | Eddy Swienhond   | beste maatje van Derk            |
| Riemke Bakker            | Vrouw Hoeksema   | huishoudster van Sicco           |
| Theo de Groot            | Jan Dood         | bankmedewerker, kennis van Derk  |
| Sandra Mattie            | Frederieke       | minnares van Janwillem           |
| Marieke Klooster         | Jannie Boerema   | nieuwe liefde van Derk           |
| Patrick de Haas          | Eppo Boerema     | zoon van Jannie                  |
| Dirk van Weerden         | Simon Cleveringh | broer van vrouw Hoeksema         |
| Max Sietsema             | Ebel Popma       | buurman van Derk                 |
| Janneke Geertsema        | Corrie Popma     | vrouw van Ebel                   |
| Germt Gringhuis          | Meindert Popma   | zoon van Ebel en Corrie          |
| Naree Pakee Itsara       | Suchin           | vrouw van Meindert               |
| Hetty Hofman             | Zwaan Zark       | financieel adviseur              |
| Marcel van Halteren      | Swier Top        | project ontwikkelaar             |
| Annelies Wilbrink        | Mevrouw Harms    | buurvrouw van Meindert en Suchin |
| Annette Zuidema-Bierling | Wilma            | buurvrouw van Meindert en Suchin |
| Eric Kuizenga            | Piek             | vriendje van Stella              |

## Afleveringen

### Seizoen 1
De afleveringen werden uitgezonden op woensdagavond en herhaald op de daaropvolgende zondag, maar dan met Nederlandse ondertiteling.
| #  | Titel                    | uitzenddatum / datum herhaling |
| -- | ------------------------ | ------------------------------ |
| 1  | Hoes en heerd            | 14 november / 18 november 2007 |
| 2  | Laive koekjes            | 21 november / 25 november 2007 |
| 3  | Beziedjen                | 28 november / 2 december 2007  |
| 4  | Dikke keet               | 5 december / 9 december 2007   |
| 5  | Hee boer de brij is zoer | 12 december / 16 december 2007 |
| 6  | Oppeltje poppeltje       | 19 december / 23 december 2007 |
| 7  | Haalf stront             | 26 december / 30 december 2007 |
| 8  | Veur oareghaid           | 2 januari / 6 januari 2008     |
| 9  | Kinst mie boom ien       | 9 januari / 13 januari 2008    |
| 10 | Old zeer                 | 16 januari / 20 januari 2008   |
| 11 | Verder van hoes          | 23 januari / 27 januari 2008   |
| 12 | Aal goud                 | 30 januari / 3 februari 2008   |

### Seizoen 2
De afleveringen werden uitgezonden op vrijdagavond.
| #  | Titel               | uitzenddatum     |
| -- | ------------------- | ---------------- |
| 13 | Braand!             | 14 november 2008 |
| 14 | Kop der veur        | 21 november 2008 |
| 15 | Petronen            | 28 november 2008 |
| 16 | Ain wonderland      | 5 december 2008  |
| 17 | Oet mizze hakt      | 12 december 2008 |
| 18 | Op biesterboan      | 19 december 2008 |
| 19 | Nog nooit zo donker | 26 december 2008 |
| 20 | Kwoad grond         | 2 januari 2009   |
| 21 | Pankouk             | 9 januari 2009   |
| 22 | Oardig Schier       | 16 januari 2009  |
| 23 | Bommen berend       | 23 januari 2009  |
| 24 | Groutnis            | 30 januari 2009  |